# Anoreina ayri
Anoreina ayri là một loài bọ cánh cứng trong họ Cerambycidae.